# Ulex europaeus
Ajonc d'Europe
Espèce
Statut de conservation UICN

 LC  : Préoccupation mineure
Synonymes
- Ulex armoricanus Mabille
- Ulex compositus Moench
- Ulex europaea L.
- Ulex floridus Salisb.
- Ulex hibernicus G.Don
- Ulex major Thore
- Ulex opistholepis Webb
- Ulex strictus J.Mackay
- Ulex vernalis Thore

Ulex europaeus, l'ajonc d'Europe, est une espèce de plantes à fleurs dicotylédones de la famille des Fabaceae, sous-famille des Faboideae, originaire d'Europe occidentale.
C'est un arbuste épineux, à feuillage persistant, qui pousse en formant des fourrés impénétrables. C'est une espèce très compétitive, capable lorsqu'elle est bien établie de déplacer les plantes cultivées ou spontanées indigènes grâce à sa capacité de fixer l'azote et d'acidifier le sol.
Originaire des régions maritimes Atlantiques d'Europe, cet arbuste a été largement introduit, notamment pour former des haies, dans toutes les régions tempérées du monde où il s'est naturalisé. Il s'est également établi dans certaines îles tropicales en altitude.
Noms vernaculairesajonc d'Europe, grand ajonc, landier, genêt épineux, ajonc, ajonc épineux, argelat, bois-jonc, dorne, genêt blanc, jan, jonc marin, lande, sainfoin d'hiver, thuie, touye, vigneau, vignon.

## Description
C'est un arbuste buissonnant dont la taille varie de 1 à 2 mètres.
Ses branches sont hérissées d'épines de 2 à 5 cm et forment un ensemble très touffu.
Ses petites feuilles alternées en écailles sont également très piquantes. Elles sont peu nombreuses : la photosynthèse est donc effectuée pour la plus grande partie par les épines qui sont des feuilles modifiées.
Les fleurs sont axillaires, solitaires mais très nombreuses sur les rameaux. Elles mesurent de 12 à 15 mm et sont jaune d'or, exhalant en plein soleil un fort parfum de noix de coco.
Le fruit est une gousse de 2 centimètres de long, brun violacé foncé, contenant 2 à 3 petites graines noirâtres qui sont libérées lorsque la gousse se fend par temps chaud.

## Caractéristiques
Organes reproducteurs
- Type d'inflorescence : racème simple
- Répartition des sexes : hermaphrodite
- Type de pollinisation : entomogame
- Période de floraison : février à juin

Graine
- Type de fruit : gousse
- Mode de dissémination : myrmécochore

Habitat et répartition
- Habitat type : fourrés arbustifs médioeuropéens, planitiaires-collinéens, thermophiles. Plante indicatrice d'un sol sec et très acide pouvant évoluer en lande à pin[4].
- Aire de répartition : atlantique (eury)

Données d'après : Julve, Ph., 1998 ff. - Baseflor. Index botanique, écologique et chorologique de la flore de France. Version : 23 avril 2004. 

## Répartition
L'ajonc d'Europe est originaire de l'ouest de l'Europe, de l'Écosse au Portugal.
L'espèce est présente dans la moitié ouest de la France, notamment en Bretagne et en Vendée, dans les landes ou les forêts claires.
La plante a été introduite en Amérique, en Australie, à La Réunion, en Nouvelle-Zélande, à Hawaii, où elle est devenue une espèce invasive, ce qui en fait une plante éthélochore. Elle été classée parmi les trente plantes les plus envahissantes dans le monde selon l’IUCN. Le charançon Exapion ulicis (en) a été introduit comme agent de lutte biologique depuis les années 1930, mais son efficacité est limitée par le fait qu'il ne pond qu'au printemps, alors que la plante peut produire des gousses dès l'automne.
En Nouvelle-Zélande, les collines du Canterbury, en particulier, sont couvertes de cette plante que les fermiers appellent gorse. Si l'ajonc donne une magnifique couleur jaune au paysage lorsqu'il fleurit, on considère généralement qu'il ralentit de 20 ans la régénération du bush.
L'espèce a également envahi le sud du Chili (10e région, autour de Puerto Montt) où elle a été introduite par les colons allemands à la fin du XIXe siècle dans le but de clôturer leurs propriétés. Dans cette région, elle est connue sous le nom commun de « chacai » (à ne pas confondre avec le « chacay (es) » (Discaria serratifolia), à petites feuilles et fleurs blanches, décrit comme espèce native dans la zone centrale du Chili.)

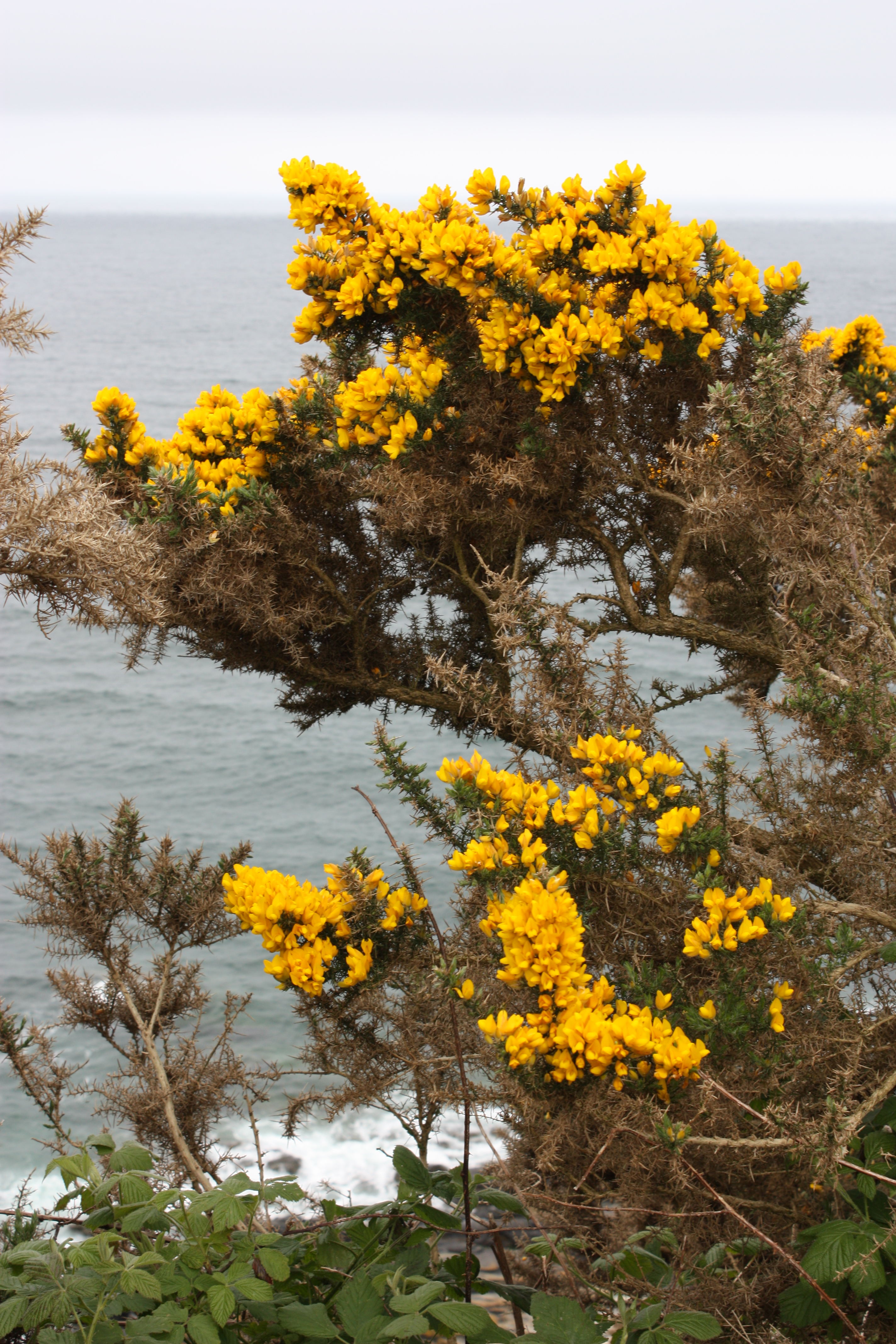
Ajonc épineux sur la côte en Irlande.
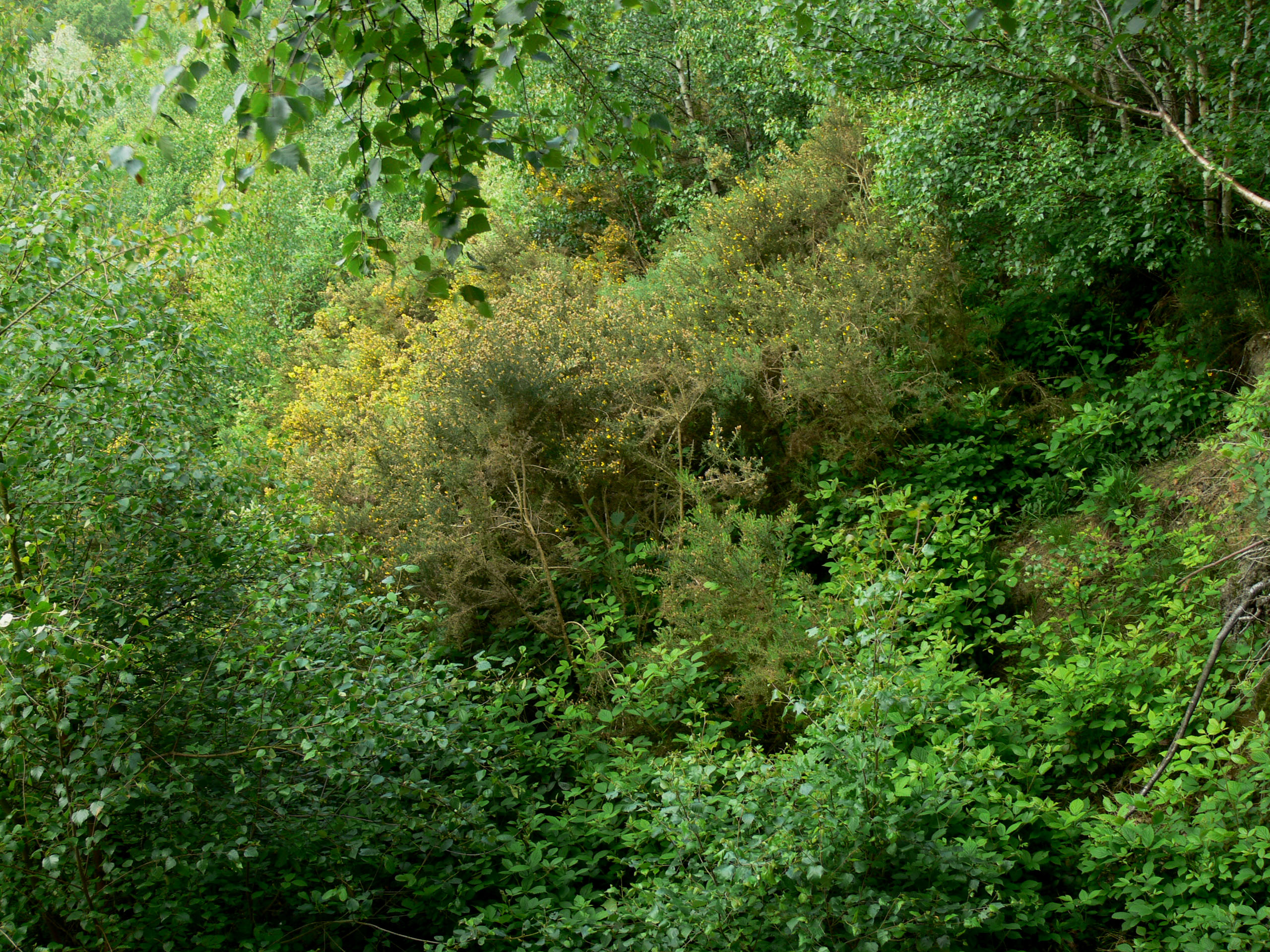
L'ajonc est une plante pionnière qui en fixant l'azote de l'air enrichit le sol et prépare l'implantation de grands ligneux[7].
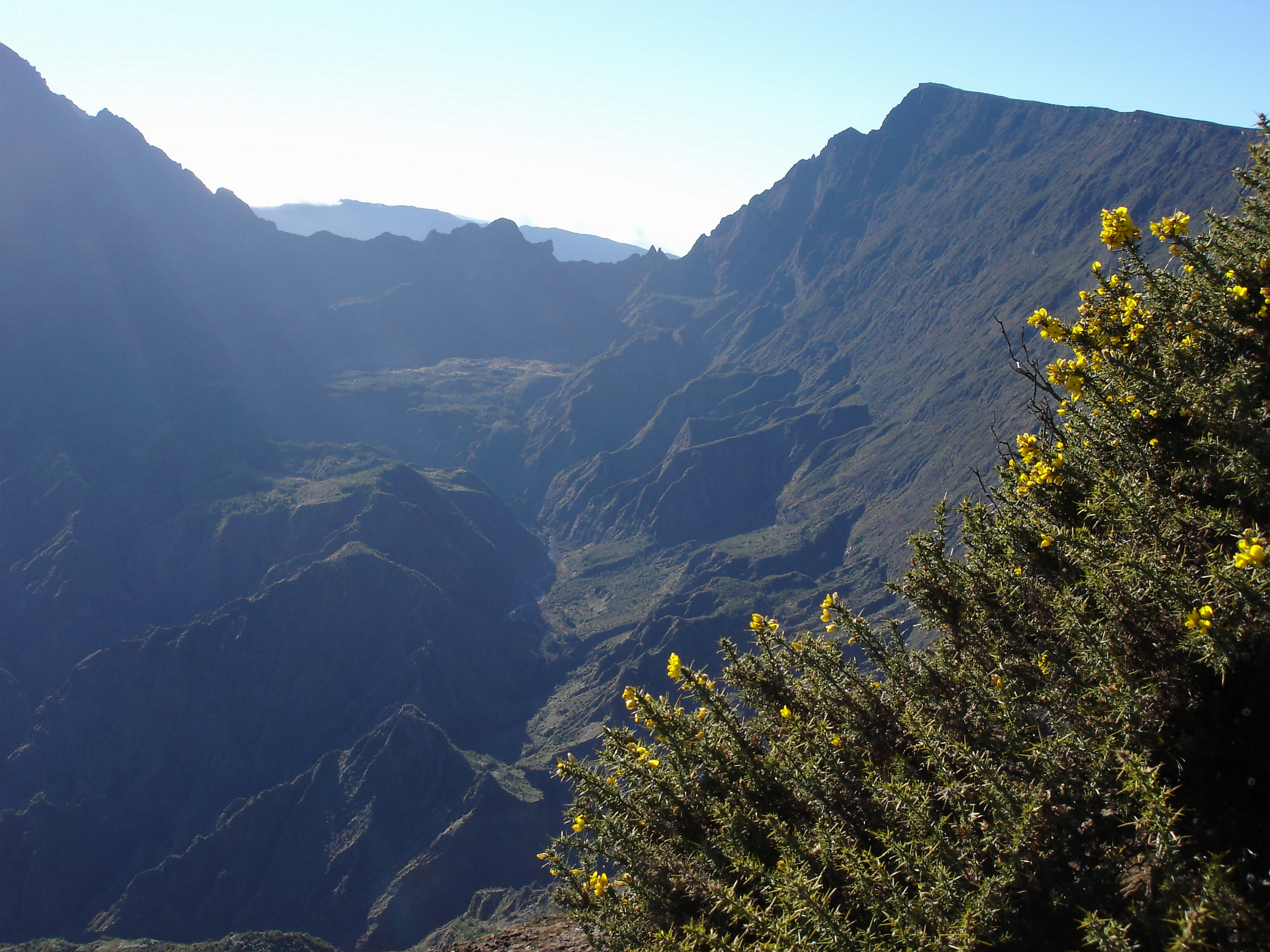
Ajonc épineux sur les flancs du Maïdo, à La Réunion.
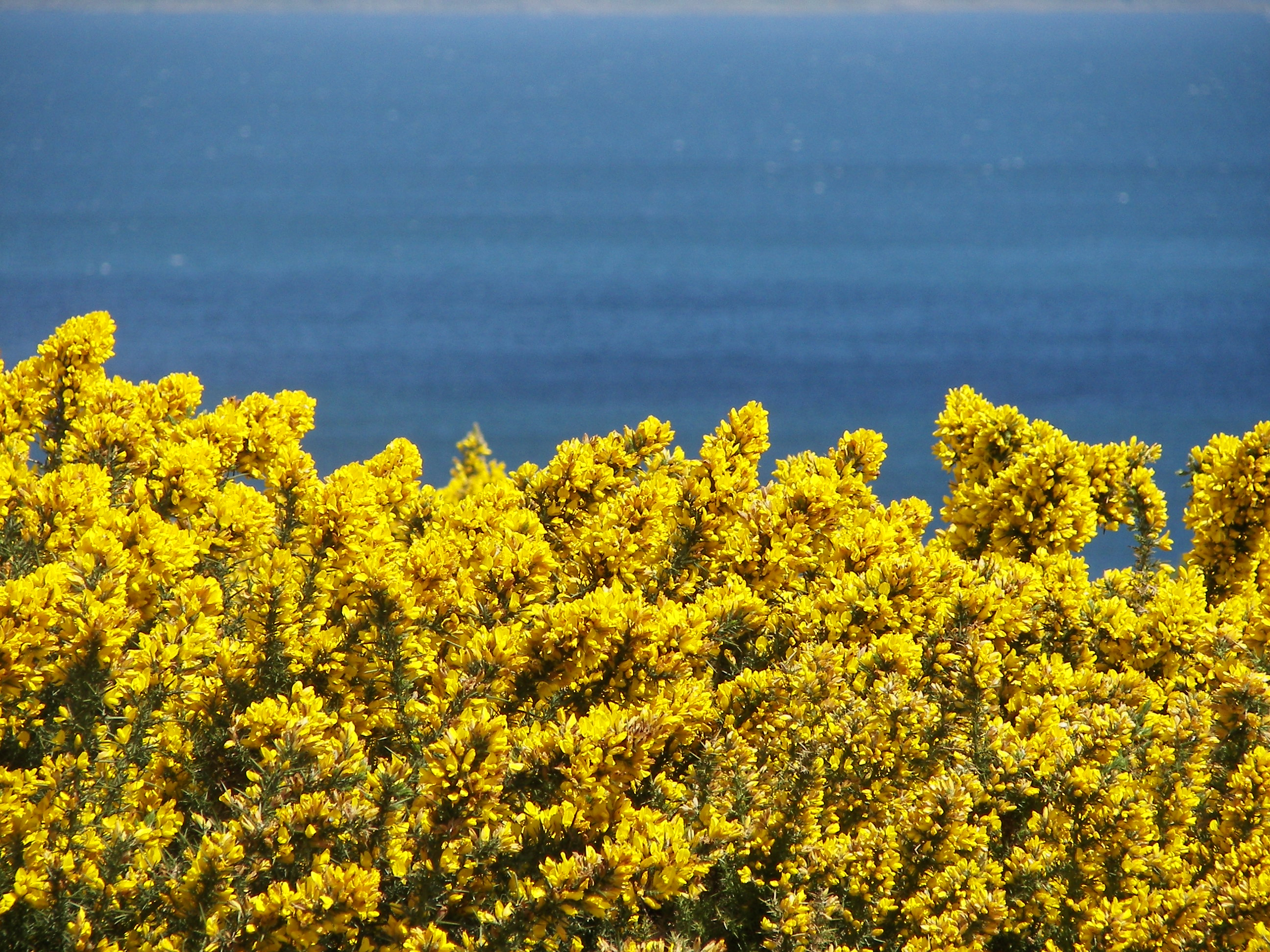
Au printemps, il produit une floraison très dense, même si des fleurs éparses sont produites du milieu de l'hiver à l'été, voire toute l'année.

## Liste des sous-espèces
Selon Catalogue of Life (17 septembre 2016) :
- sous-espèce Ulex europaeus subsp. europaeus
- sous-espèce Ulex europaeus subsp. latebracteatus

Selon Tropicos (17 septembre 2016) (Attention liste brute contenant possiblement des synonymes) :
- sous-espèce Ulex europaeus subsp. borealis Rothm.
- sous-espèce Ulex europaeus subsp. europaeus
- sous-espèce Ulex europaeus subsp. latebracteatus Rothm.

## Utilisation
Grâce à ses épines il forme des buissons quasiment impénétrables, ce pourquoi on l'a utilisé en haies défensives ou clôture pour le pacage des animaux.
Autrefois, une fois séché, en raison de sa forte inflammabilité, il servait de combustible dans le four ou la cheminée domestique (souvent associé à la bruyère) chez les paysans pauvres. La chaleur obtenue (environ 800 °C dans un four) étant quasi comparable à celle du charbon. Même frais ou humide, l'ajonc peut être utilisé comme du petit bois pour démarrer un feu.
Il a aussi servi (par exemple en Bretagne) de fourrage pour les vaches ou d'autres herbivores, après avoir été pilé ou écrasé entre deux rouleaux faisant office de presse pour faire éclater ses épines afin qu'elles ne blessent pas la bouche des animaux. Cette technique a été propagée par l'agronome breton Gabriel Calloet-Kerbrat.
Avec les fleurs, on peut aussi en faire un sirop, une liqueur ou un vin, mais avec une consommation réduite car elles contiennent en petite quantité des alcaloïdes toxiques, la lupinine, l'anagyrine (connu pour engendrer des maladies congénitales chez les vaches qui consomment les rameaux feuillés) et l'ulexine surtout présents dans les graines.
Young rapporte qu'en Normandie, de Valognes à Cherbourg, l'ajonc était volontairement semé. François Sigaut, écrit que « l'ajonc a été pendant plusieurs siècles le sainfoin ou la luzerne des terres acides ».
De cette plante est extraite une lectine qui se combine spécifiquement avec la substance saccharidique « H » présente, en particulier, sur les globules rouges. Cette lectine permet donc de différencier, par une simple réaction d'agglutination, un groupe sanguin « O » qui porte de la substance H d'un groupe « Bombay », et de différencier un sous-groupe A2 (H positif) d'un sous-groupe A1 (H négatif).
Comme toutes les légumineuses, l'ajonc enrichit le sol en azote mais il ne doit pas pour autant être utilisé dans ce but car, parallèlement, il appauvrit le sol en calcium, magnésium, manganèse, et zinc, quatre des nutriments essentiels pour les plantes. Il abaisse également beaucoup le pH des sols où il pousse. Il pourrait être utilisé comme source de biocarburant mais en veillant à limiter son expansion.

### Intérêt apicole

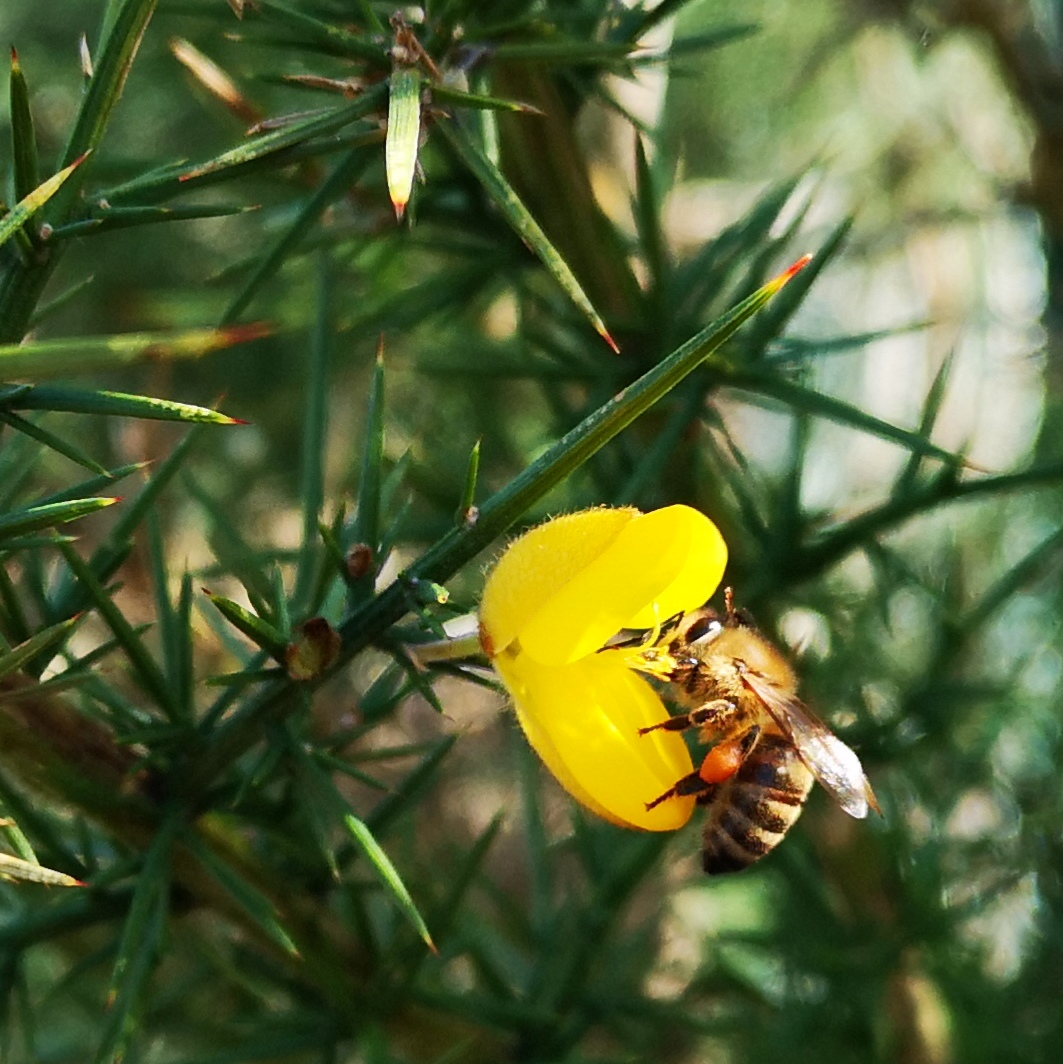
Une abeille butinant une fleur d'ajonc.

L’ajonc d’Europe produit des quantités relativement modestes de nectar. Cependant, du fait de l’abondance particulière de sa floraison, à la fois précoce et prolongée dans le temps, l’ajonc d’Europe est fréquemment visité par les abeilles, qui récoltent sur ses fleurs non seulement le nectar, mais aussi le pollen, produit en grande quantité. L’ajonc d’Europe constitue ainsi une source de nourriture intéressante à tout moment de la vie de la colonie. Il peut rentrer en proportion variable dans la composition de miels polyfloraux.

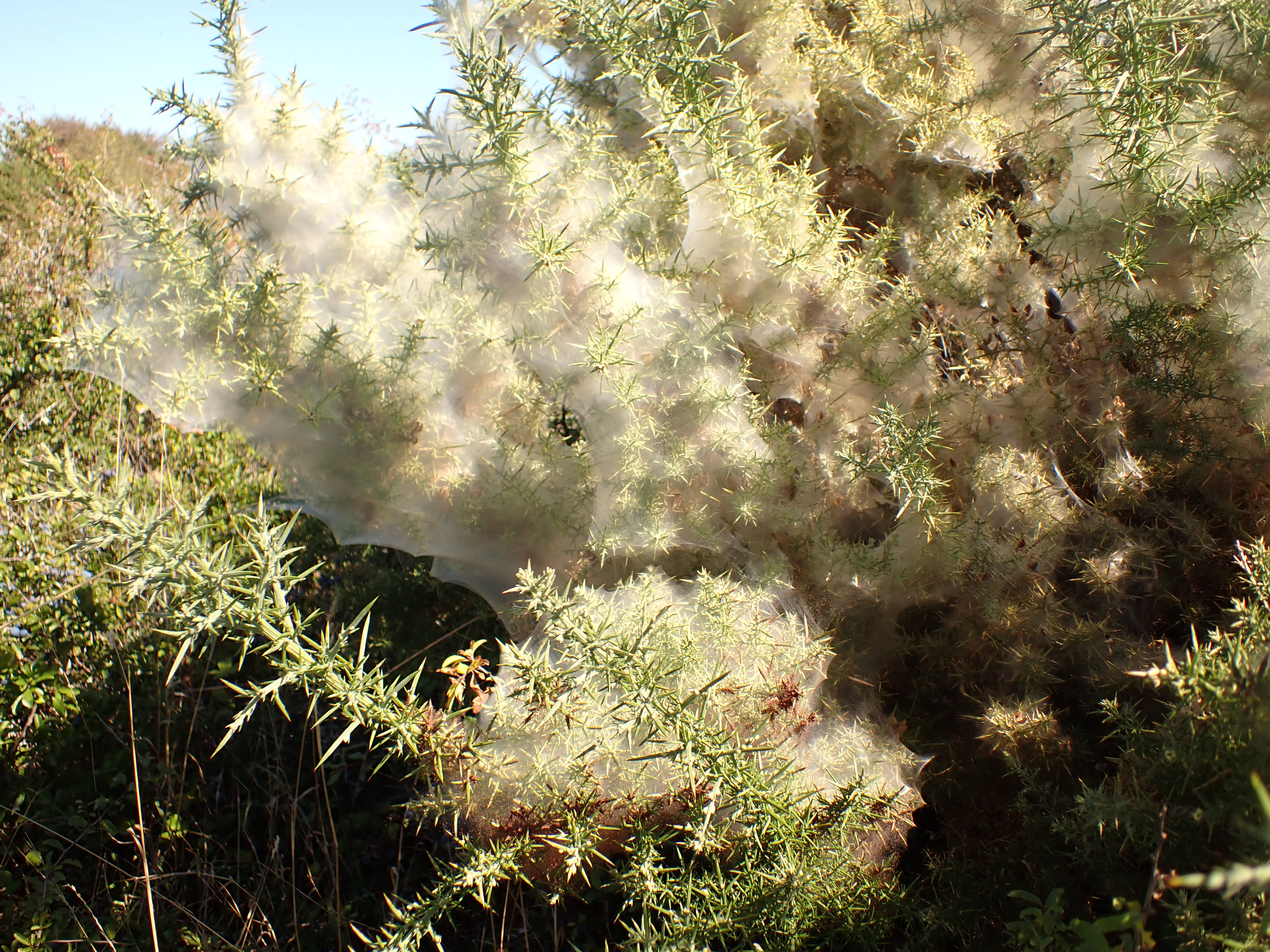
Ajonc recouvert d'une toiles de Tetranychus lintearius

### Parasites
- Des colonies d'acariens Tetranychus lintearius s'établissent sur les ajoncs, construisant des toiles atteignant 1 m3 et recouvrant la plante presque entièrement. Les acariens prélèvent la sève de la plante.